# Regina Derieva

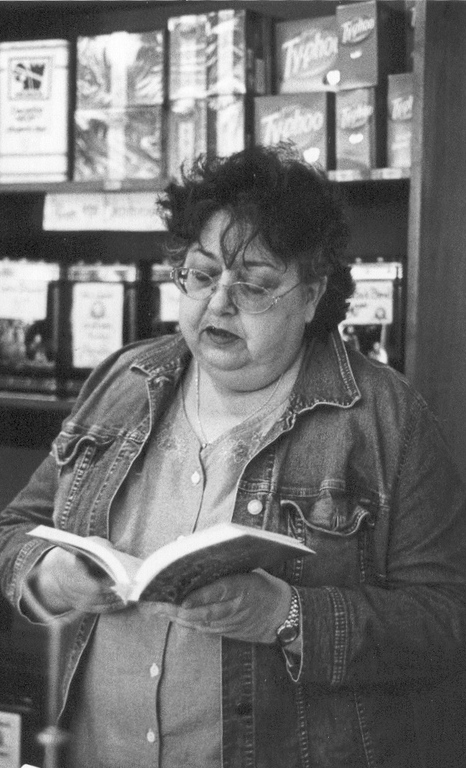
Regina Derieva läser på Malmös poesifestival 2005.

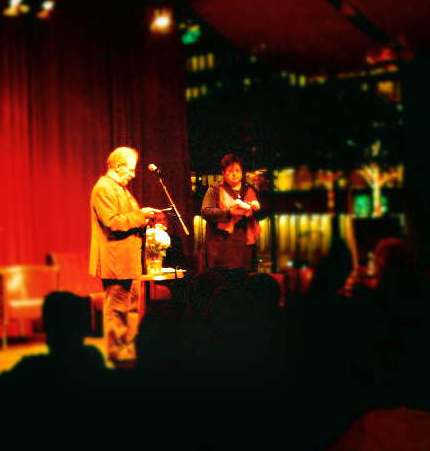
Regina Derieva läser tillsammans med sin engelske översättare Daniel Weissbort (2004)

Regina Iosifovna Derieva (ryska: Реги́на Ио́сифовна Дери́ева, IPA: [rʲɪˈɡʲinə ɪˈosʲɪfəvnə dʲɪˈrʲijɪvə]), född 7 februari 1949 i Odessa, Sovjetunionen (i dagens Ukraina), död 11 december 2013 i Stockholm, Sverige, var en ryskspråkiga poet, essäist och översättare.

## Biografi
Derieva föddes och växte upp i Odessa. 1960 flyttade hon tillsammans med sina föräldrar till Tselinograd (idag Astana), och fem år senare till Karaganda i Kazakstan. 1969 avslutade hon en musikalisk utbildning och undervisade i piano i fjorton år. Hon publicerade flera diktsamlingar som censurerades i hemlandet, och först 1989 tilläts hon bli medlem i Sovjetunionens författarförbund.
På inrådan av kollegan, Nobelpristagaren Joseph Brodsky - som en gång bevingat karaktäriserade Derievas diktning med orden: "Den verkliga upphovsmannarätten tillhör [här] själva poesin, själva friheten" - lämnade hon Sovjetunionen 1990.
I början av 1991 valde Derieva tillsammans med make och son att emigrera till Israel. Hon bodde bland annat i östra Jerusalem, Betlehem och Beit Safafa. På grund av att hon 1989 konverterat till katolicismen medgavs hon inte israeliskt medborgarskap. 1996 avslogs Derievas och hennes familjs medborgarskapsansökan officiellt av Israels Högsta domstol. Efter detta bodde och arbetade hon i egenskap av "poet in residence" på Tantur Ecumenical Institute i Jerusalem.
Sommaren 1999 bjöds Derieva in av svenska biskopar att delta vid en internationell konferens i Linköping, varpå hon utvisades av de israeliska myndigheterna utan rätt att återvända.
Sedan hon fått svenskt medborgarskap och blivit medlem i Sveriges Författarförbund, deltog Derieva i en rad litteraturfestivaler såväl i Sverige som runtom i världen.
Mellan 1999 och 2001 bodde hon tillsammans med sin make på Sigtunastiftelsen i Sigtuna stad, därefter var hon fram till sin bortgång bosatt och verksam i Märsta.

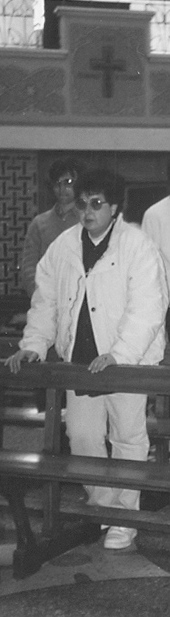
Regina Derieva i St. Peterskyrkan i Gallicantu, östra Jerusalem, 1992.

Regina Derieva begravdes 23 december 2013 på Norra begravningsplatsen (Katolska kyrkogården) i Stockholm.

## Författarskap
Derieva har publicerat ett tjugotal verk, främst diktsamlingar men även prosa, essäer och översättningar. Poesin har förutom i bokform publicerats i ett stort antal tidskrifter, i bland annat Ryssland, USA och Sverige.
Hennes verk har översatts till en rad språk, däribland svenska, engelska, franska, italienska, arabiska och kinesiska. Hon har själv till ryska översatt samtida poesi från bland annat USA, Australien, Storbritannien, Polen och Sverige. För sina introduktioner och översättningar av den amerikanske poeten Thomas Merton erhöll hon 2003 Shannon Fellowship of the International Thomas Merton Society.
Derievas poesi präglas starkt av hennes katolska tro. I sin recension av urvalsvolymen Himmelens geometri, med vilken Derieva introducerades på svenska, skrev Magnus Ringgren:

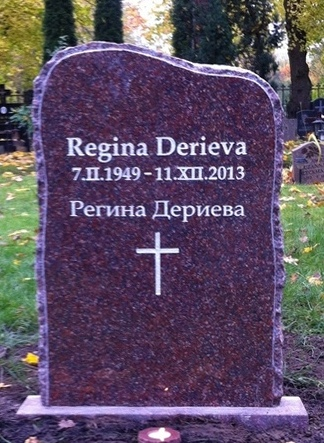
Regina Derievas gravsten, Norra begravningsplatsen (Katolska kyrkogården), Stockholm (2014)

"Hon är en utpräglat religiös poet för vilken det andliga livet har stort försteg framför det materiella. Hennes diktvärld är ett existentiellt landskap, kanske alltför abstrakt för den som är skolad i en mer världsbejakande svensk poesitradition. Gud sträcker sig mot världen men når inte fram i vår tid. Det finns en djup civilisationskritik hos Derieva. De människor som söker Gud bildar små öar i ett hav av tomhet. Verkligheten tycks vara tömd på andliga tecken, inte längre inkarnerad. På sätt och vis tycks hon vara mer gnostiker än renodlat kristen, men en sådan hållning har mer än en gång varit poetiskt fruktbar. I Sverige har vi mött den hos Stagnelius.
I Expressen skrev Aris Fioretos:
"I Derievas dikter förenas själsdjup med en suverän brist på sentimentalitet, gedigen traditionsmedvetenhet med en lika desperat sorts nykterhet. Bara så förvandlas Ordet till stoft, och stoftet till ord. Och bara så blir målet med läsningen av religiös poesi inte förutsägbart, utan vad det måste vara: omskakande."
För sin litterära gärning och "för hängivet arbete inom kyrkan i Sverige" tilldelades hon 16 februari 2009 Stockholms katolska stifts medalj Ora et Labora.
Derievas poesi blev alltmer uppmärksammad, särskilt i den engelskspråkiga världen, under 2000-talet, då en rad översättningar publicerades.
I ett minnesord i Sydsvenskan skrev Håkan Sandell:
"Det har varit en tyvärr välbevarad hemlighet att en av Rysslands mest aktade poeter länge befunnit sig i Sverige. [...] För att riktigt uppfatta bredden i hennes poesi får man nog [-] bäst gå till de många engelska och amerikanska urvalsvolymerna. Hennes poesi är välförankrad i den kristna tron och den ryska ortodoxin, men hon var även en klassiskt skolad poet, i ständigt samtal med de romerska elegiska-satiriska poeterna och med den hellenska filosofin."
Flera framstående poeter, bland dem Joseph Brodsky, Tomas Venclova och Les Murray, har uttryckt sin beundran för hennes diktning.
Större delen av Regina Derievas efterlämnade papper, däribland en majoritet av manuskripten, förvaras på Stanfords universitet. Mindre samlingar finns även på Beinecke Rare Book & Manuscript Library (Yaleuniversitetet), Sigtunastiftelsen samt Sigtuna museum.